# Bifrenaria tyrianthina
Bifrenaria tyrianthina är en orkidéart som först beskrevs av Conrad Loddiges och John Claudius Loudon, och fick sitt nu gällande namn av Heinrich Gustav Reichenbach. Bifrenaria tyrianthina ingår i släktet Bifrenaria och familjen orkidéer. Inga underarter finns listade i Catalogue of Life.

## Bildgalleri

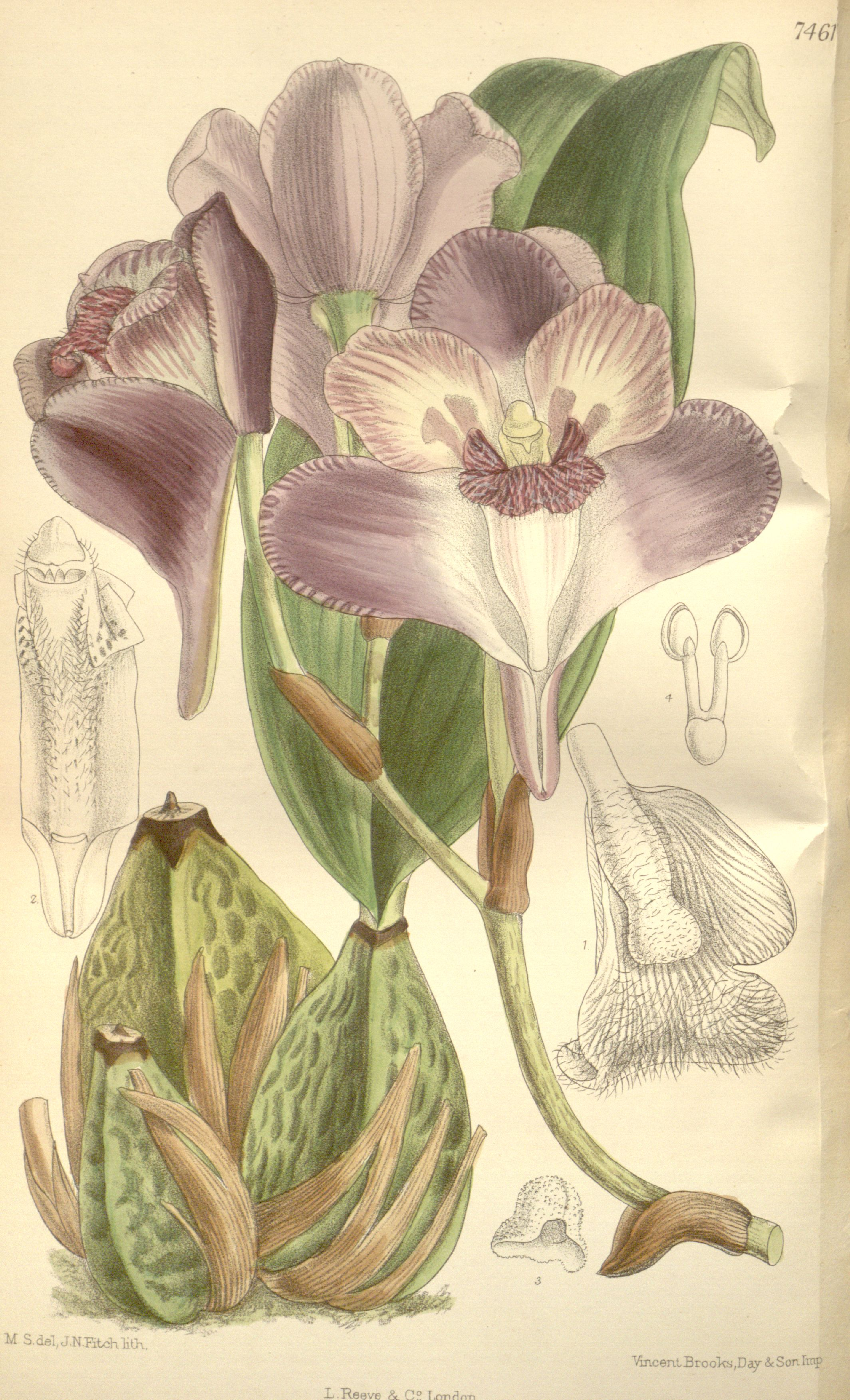
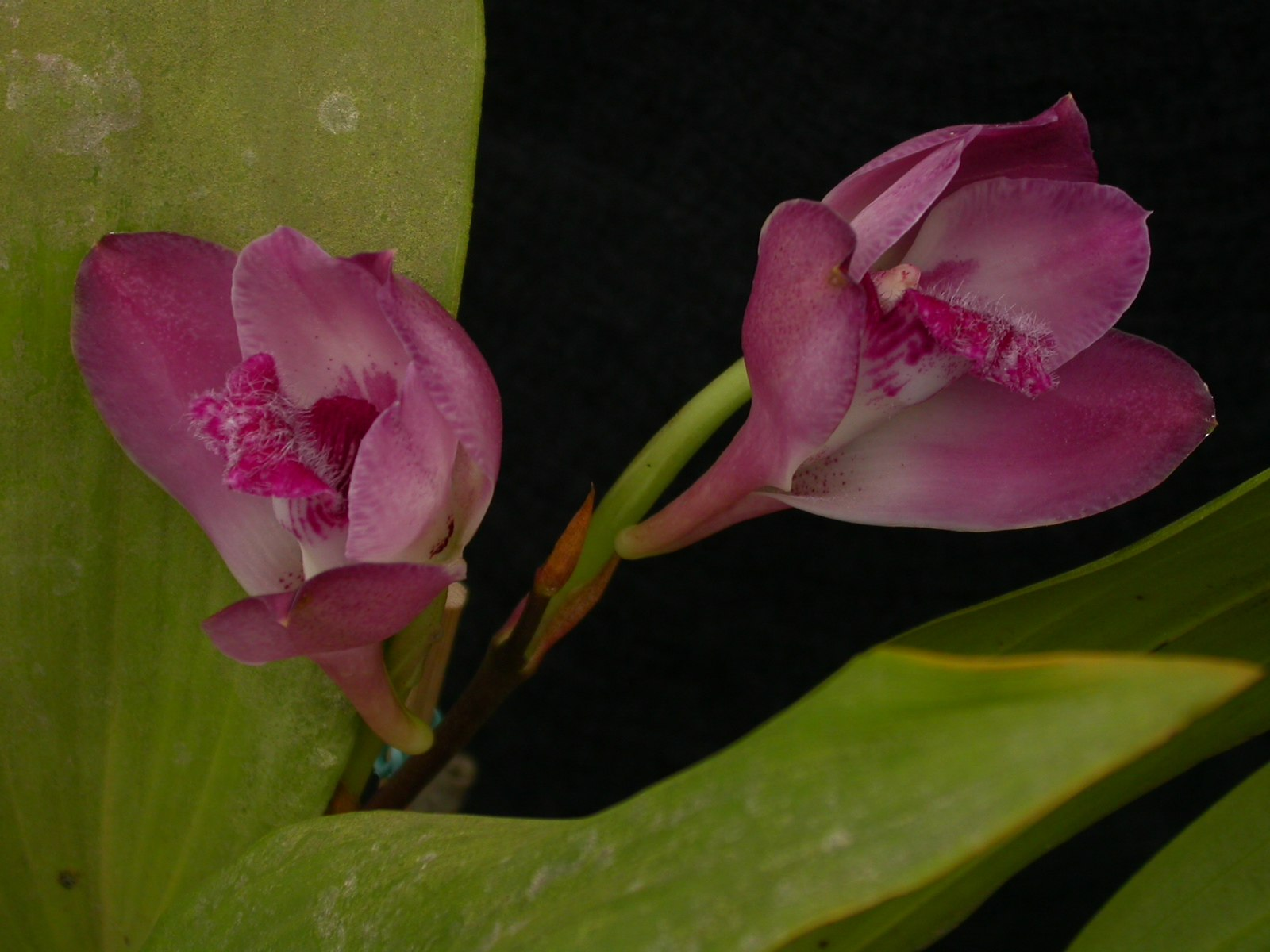
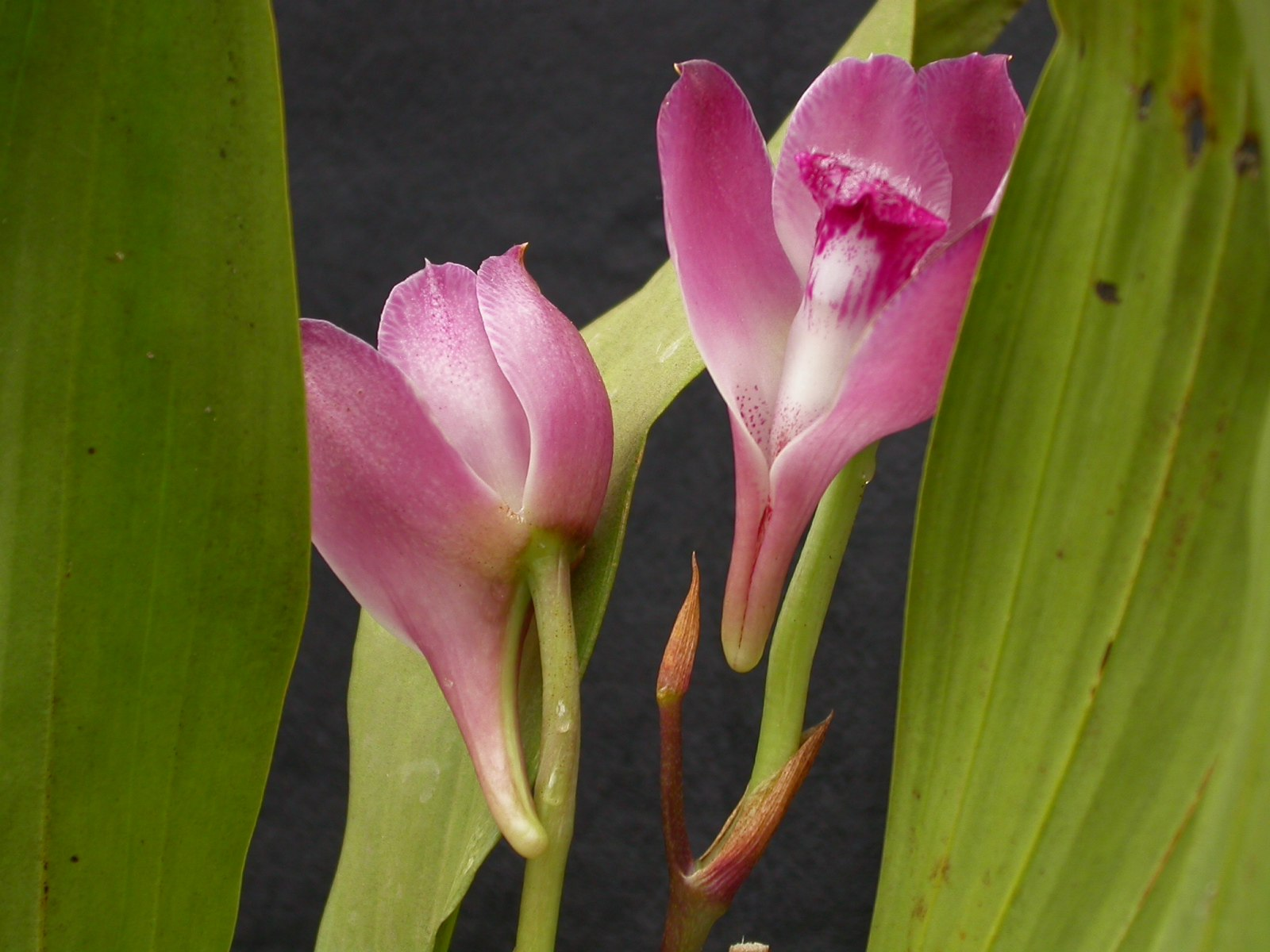
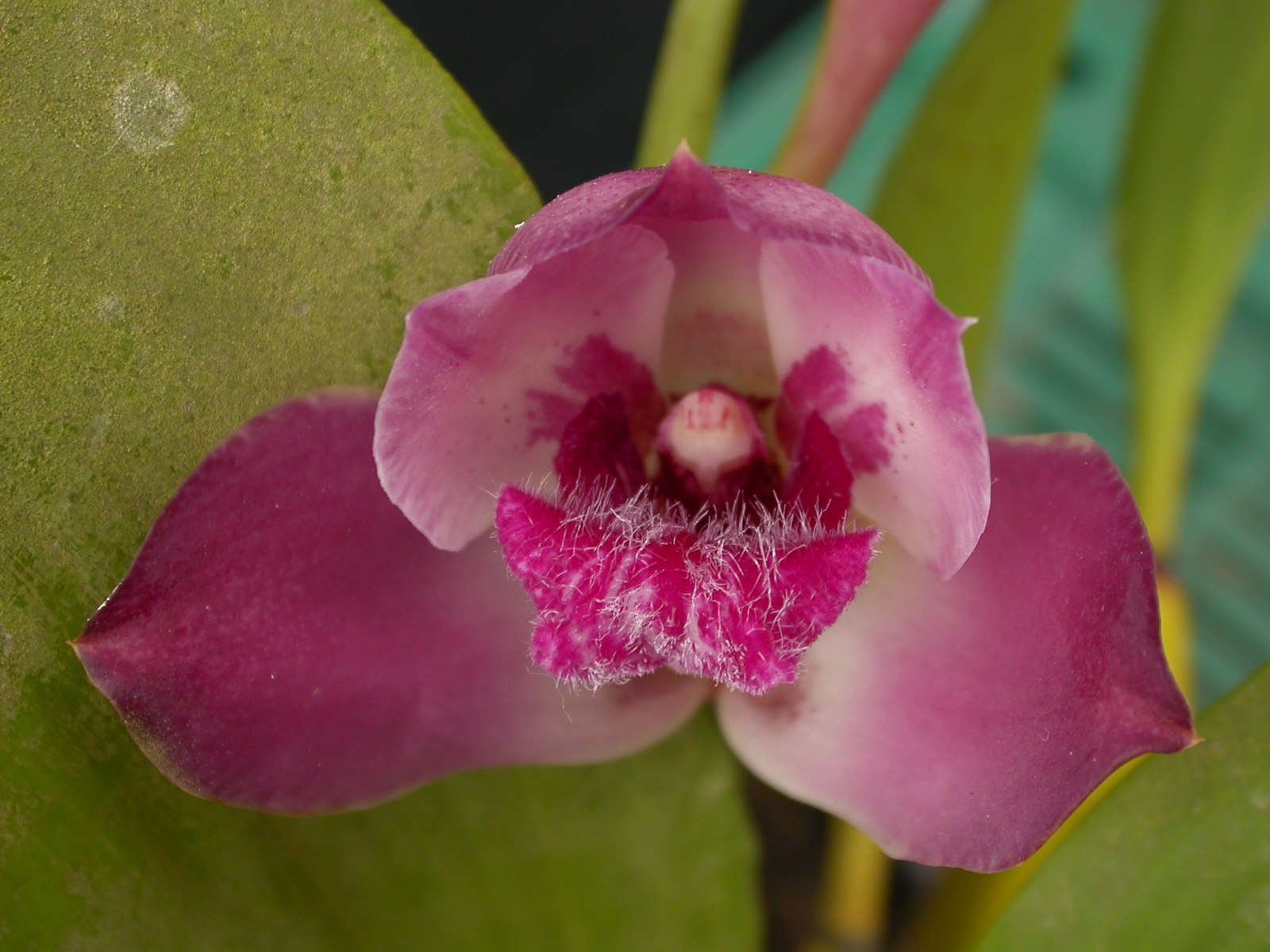
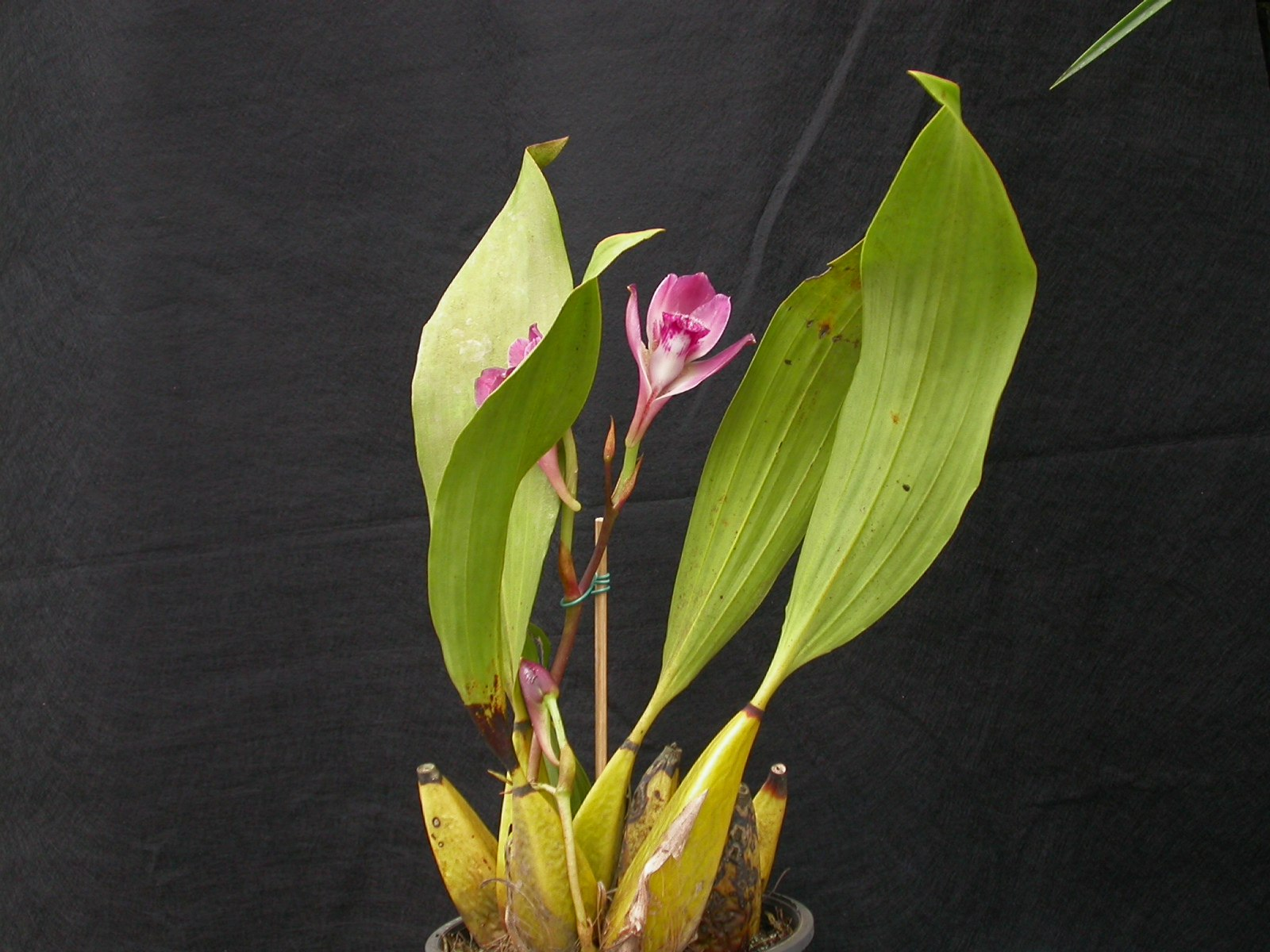
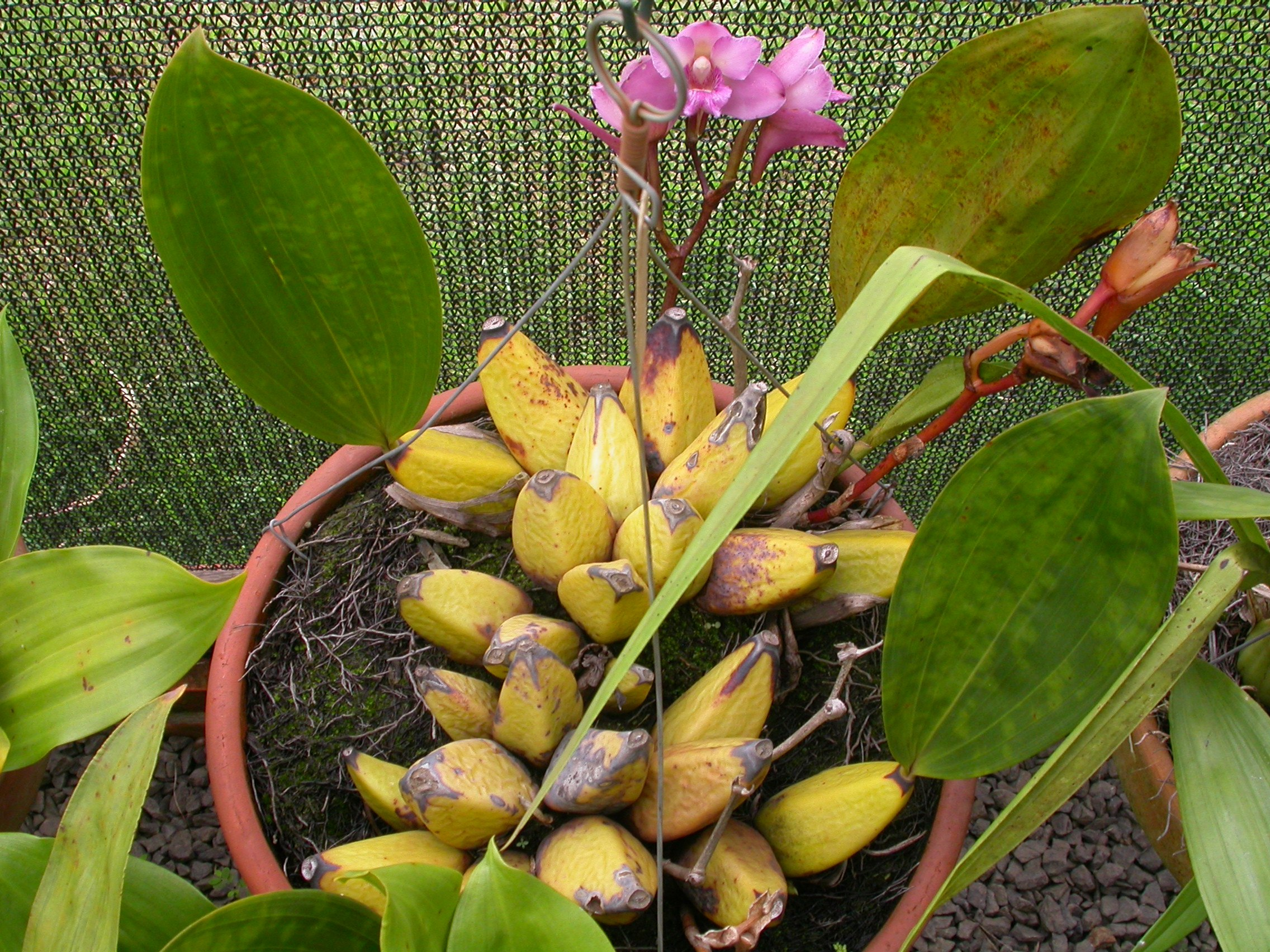